# Yellville (Arkansas)
Yellville es una ciudad ubicada en el condado de Marion en el estado estadounidense de Arkansas. En el Censo de 2010 tenía una población de 1204 habitantes y una densidad poblacional de 182,23 personas por km².

## Geografía
Yellville se encuentra ubicada en las coordenadas 36°13′44″N 92°41′10″O / 36.22889, -92.68611. Según la Oficina del Censo de los Estados Unidos, Yellville tiene una superficie total de 6.61 km², de la cual 6.54 km² corresponden a tierra firme y (0.94%) 0.06 km² es agua.

## Demografía
Según el censo de 2010, había 1204 personas residiendo en Yellville. La densidad de población era de 182,23 hab./km². De los 1204 habitantes, Yellville estaba compuesto por el 97.09% blancos, el 0.17% eran afroamericanos, el 0.83% eran amerindios, el 0.25% eran asiáticos, el 0% eran isleños del Pacífico, el 0.25% eran de otras razas y el 1.41% pertenecían a dos o más razas. Del total de la población el 2.57% eran hispanos o latinos de cualquier raza.